# Plaque d'immatriculation monténégrine

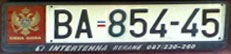
Ancienne plaque

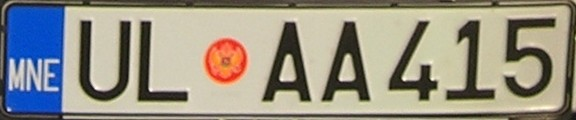
Plaque actuelle

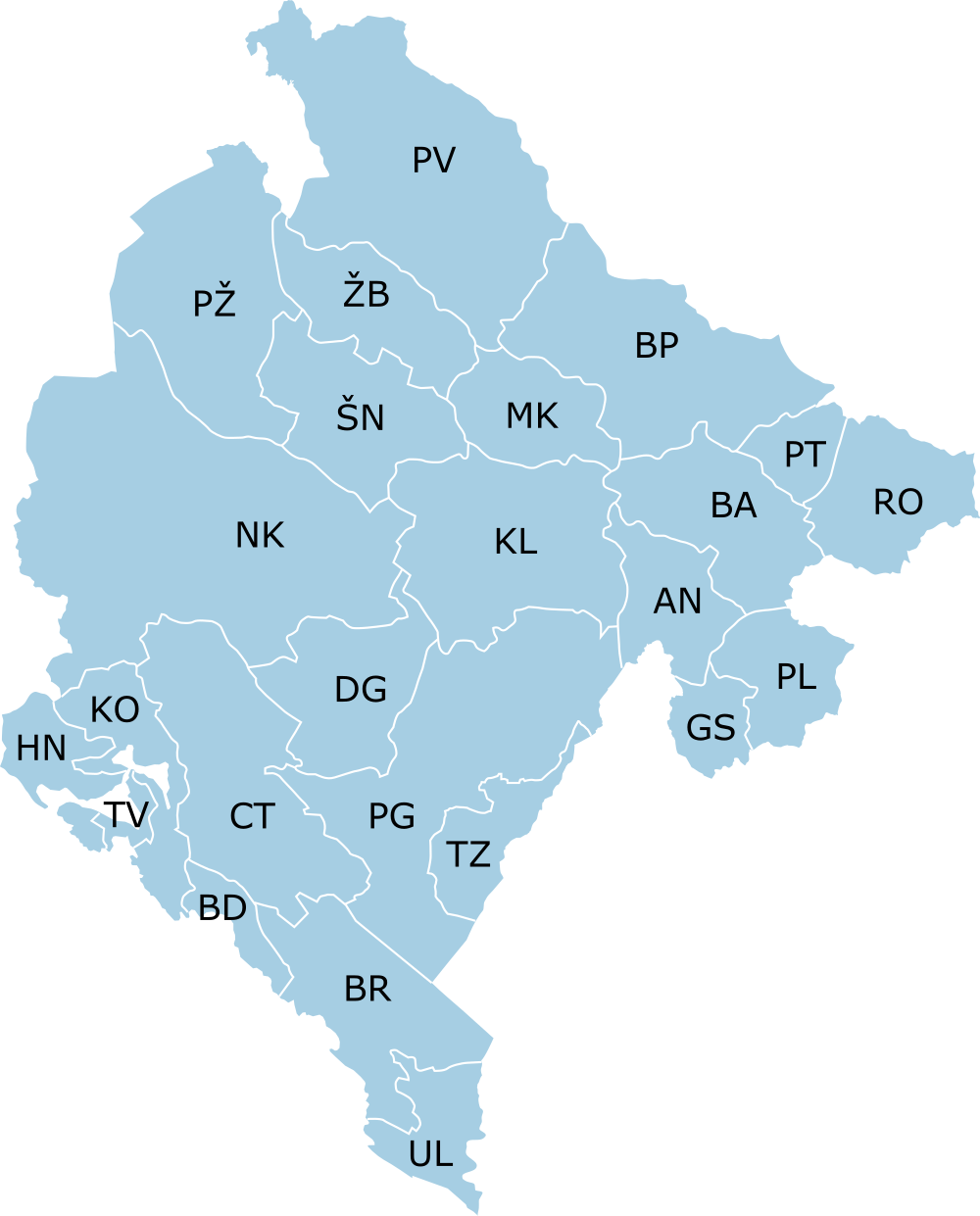
Carte des codes de municipalités

La plaque d'immatriculation est un dispositif permettant l'identification d'un véhicule du parc automobile monténégrin. 
Les plaques d’immatriculation actuelles sont constituées de caractères noirs sur un rectangle blanc avec une bande bleue sur le côté gauche. Elles ont un format de 520 mm x 110 mm (sauf pour les motos). Elles ont été mises en service le 6 juin 2008 et ont remplacé l’ancien format progressivement pendant l’année suivante. Le nouveau format est conforme au format européen.

La plaque commence à gauche par une zone bleue contenant le code international du Monténégro (MNE). Elle continue avec un fond blanc par les deux lettres de la municipalité où la voiture est enregistrée. Vient ensuite le blason du Monténégro et le code d’enregistrement qui consiste en 2 lettres suivies de 3 chiffres.

Les véhicules de police ont une plaque fond bleu alors que les militaires ont une plaque fond vert. Les véhicules corps diplomatiques ont des plaques avec un format différent : sans code municipal ni blason et avec une écriture jaune sur fond blanc.
Tableau des codes de municipalités par ordre alphabétique :
| Code de plaque | Municipalité |
| -------------- | ------------ |
| AN             | Andrijevica  |
| BA             | Berane       |
| BD             | Budva        |
| BP             | Bijelo Polje |
| BR             | Bar          |
| CT             | Cetinje      |
| DG             | Danilovgrad  |
| HN             | Herceg Novi  |
| KL             | Kolašin      |
| KO             | Kotor        |
| MK             | Mojkovac     |
| NK             | Nikšić       |
| PG             | Podgorica    |
| PL             | Plav         |
| PŽ             | Plužine      |
| PV             | Pljevlja     |
| RO             | Rožaje       |
| ŠN             | Šavnik       |
| TV             | Tivat        |
| UL             | Ulcinj       |
| ŽB             | Žabljak      |